# Begonia holosericea
Begonia holosericea là một loài thực vật có hoa trong họ Thu hải đường. Loài này được Teijsm. & Binn. mô tả khoa học đầu tiên năm 1863.